# 天主教昂熱教區
天主教昂熱教區（拉丁語：Dioecesis Andegavensis）是法國一個羅馬天主教教區，屬雷恩總教區。教區第一位已知的主教出現於372年的文獻。
教區位於曼恩-盧瓦爾省，2012年有教友566,000人（佔轄區總人口72.3%）、八十五個堂區、338名司鐸。現任教區主教為厄瑪奴爾·戴爾馬。